# Ulugh Muztagh
Ulugh Muztagh, també Ulugh Muztag, és un grup muntanyós molt remot al nord de l'altiplà del Tibet. Situat a la frontera entre la Regió Autònoma del Tibet i la Regió Autònoma Xinjiang Uigur, és part de l'extensió principal de la serralada de Kunlun de l'Àsia central.